# Elements Pt. 2
Elements Pt. 2 és el desè àlbum d'estudi de la banda finlandesa de power metal Stratovarius, llençat al mercat el 4 de novembre de 2003 a través de Nuclear Blast. L'àlbum va assolir el quart lloc en la llista de vendes d'àlbums de Finlàndia. També es va editar com a single de l'àlbum "I Walk to My Own Song", que va assolir el novè lloc en la llista de vendes de singles de Finlàndia.
"Know the Difference" està inspirada en la pregària Serenity Prayer del teòleg americà Reinhold Niebuhr.

## Llista de pistes
Totes les cançons foren escrites i compostes per Timo Tolkki, excepte on hi hagi una annotació. 
| Núm.          | Títol                          | Durada |
| ------------- | ------------------------------ | ------ |
| 1.            | «Alpha & Omega»                | 6:38   |
| 2.            | «I Walk to My Own Song»        | 5:03   |
| 3.            | «I'm Still Alive»              | 4:50   |
| 4.            | «Season of Faith's Perfection» | 6:08   |
| 5.            | «Awaken the Giant»             | 6:37   |
| 6.            | «Know the Difference»          | 5:38   |
| 7.            | «Luminous»                     | 4:49   |
| 8.            | «Dreamweaver»                  | 5:53   |
| 9.            | «Liberty»                      | 5:01   |
| Durada total: | Durada total:                  | 50:37  |

| 10. | «Ride Like the Wind» (música i lletra de Jens Johansson) | 4:49 |

## Crèdits
- Timo Kotipelto – Veu principal, arranjament
- Timo Tolkki – Guitarra, arranjament, enginyer de so, productor
- Jens Johansson – Teclats, arranjament
- Jörg Michael – Bateria, arranjament
- Jari Kainulainen – Baix elèctric, arranjament

- Veijo Laine – Arranjament orquestral, arranjament de cor, producció (orquestra, cor)
- Riku Niemi – Arranjament orquestral, arranjament de cor, direcció orquestral (Orquestra ciutat de Joensuu), producció (orquestra, cor)
- Mikko Karmila – Enginyeria, mescla
- Kuken Olsson – Enginyeria (teclat)
- Pauli Saastamoinen – masterització

## Actuació de gràfic

### Àlbum
| Any  | Gràfic                                 | Posició |
| ---- | -------------------------------------- | ------- |
| 2003 | Llista de vendes d'àlbums de Finlàndia | 4       |
| 2003 | Llista de vendes d'àlbums de França    | 74      |
| 2003 | Llista de vendes d'àlbums de'Alemanya  | 75      |

### Singles
| Any  | Títol                   | Gràfic                                   | Posició |
| ---- | ----------------------- | ---------------------------------------- | ------- |
| 2003 | "I Walk to My Own Song" | Llista de vendes de signles de Finlàndia | 9       |